# 聖謙企業
聖謙企業股份有限公司是一家台湾电子游戏制作公司，1988年成立，2011年停業。聖謙制作了FC游戏机、Mega Drive、Game Boy和其它等多种原创游戏，除了之后两个手持设备游戏，所有的聖謙原创游戏均未获得游戏平台的官方授权。它共创作了至少70款FC游戏和32款Game Boy游戏，成为了最大的无授权的游戏开发商。于此同时，聖謙还制造了FC游戏机的克隆产品Q-Boy。
聖謙的大多数产品以“Sachen”作为商标，此外“Joy Van”和“Commin”也在早期几个游戏中使用。